# Perdiu boscana carablanca
La perdiu boscana carablanca (Arborophila orientalis) és una espècie d'ocell de la família dels fasiànids (Phasianidae) que habita l'extrem oriental de Java. Les espècies A.sumatrana, A.campbelli i A.rolli s'han considerat subespècies d'aquesta.